# Mokronog-Trebelno
Mokronog-Trebelno é um município da Eslovênia. A sede do município fica na localidade de Mokronog.